# Список резолюцій Ради Безпеки ООН від 2301 до 2400
Це список резолюцій Ради Безпеки ООН від 2301 до 2400 з 26 липня 2016 до 5 лютого 2018.
| Резолюція                                              | Дата             | Голоси                                                       | Тема |
| ------------------------------------------------------ | ---------------- | ------------------------------------------------------------ | --- |
| 2301 [Архівовано 15 січня 2019 у Wayback Machine.]     | 26 липень 2016   | 15-0-0                                                       | Ситуація у Центральноафриканській Республіці |
| 2302 [Архівовано 4 липня 2019 у Wayback Machine.]      | 29 липень 2016   | 15-0-0                                                       | Звіти Генерального секретаря про Судан і Південний Судан |
| 2303 [Архівовано 15 січня 2019 у Wayback Machine.]     | 29 липень 2016   | 11-0-4 (Утрималися: Ангола, Китай, Єгипет, Венесуела)        | Ситуація в Бурунді |
| 2304 [Архівовано 15 січня 2019 у Wayback Machine.]     | 12 серпень 2016  | 11-0-4 (Утрималися: Росія, Китай, Єгипет, Венесуела)         | Звіти Генерального секретаря про Судан і Південний Судан |
| 2305 [Архівовано 15 січня 2019 у Wayback Machine.]     | 30 серпень 2016  | 15-0-0                                                       | Ситуація на Середньому Сході (UNIFIL) |
| 2306 [Архівовано 19 січня 2019 у Wayback Machine.]     | 6 вересень 2016  | 15-0-0                                                       | Міжнародний трибунал - Югославія |
| 2307 [Архівовано 15 січня 2019 у Wayback Machine.]     | 13 вересень 2016 | 15-0-0                                                       | Ідентичні листи від 19 січня 2016 року від Постійного представника Колумбії d Організації Об'єднаних Націй на ім'я Генерального секретаря та Голови Ради Безпеки                |
| 2308 [Архівовано 15 січня 2019 у Wayback Machine.]     | 14 вересень 2016 | 15-0-0                                                       | Ситуація в Ліберії |
| 2309 [Архівовано 4 липня 2019 у Wayback Machine.]      | 22 вересень 2016 | 15-0-0                                                       | Загрози міжнародному миру і безпеці, спричинені терористичними актами: авіаційна безпека                                                                                        |
| 2310 [Архівовано 15 січня 2019 у Wayback Machine.]     | 23 вересень 2016 | 14-0-1 (Утрималися:Єгипет)                                   | Підтримка міжнародного миру і безпеки |
| 2311 [Архівовано 15 січня 2019 у Wayback Machine.]     | 6 жовтень 2016   | 15-0-0                                                       | Рекомендації щодо призначення Антоніу Гутерреша Генеральним секретарем ООН |
| 2312 [Архівовано 27 грудня 2018 у Wayback Machine.]    | 6 жовтень 2016   | 14-0-1 (Утрималися:Венесуела)                                | Підтримка міжнародного миру і безпеки |
| 2313 [Архівовано 15 січня 2019 у Wayback Machine.]     | 13 жовтень 2016  | 15-0-0                                                       | Стабілізаційна місія ООН в Гаїті |
| 2314 [Архівовано 10 березня 2019 у Wayback Machine.]   | 31 жовтень 2016  | 15-0-0                                                       | Ситуація на Середньому Сході (Сирія) |
| 2315 [Архівовано 4 липня 2019 у Wayback Machine.]      | 8 листопад 2016  | 15-0-0                                                       | Ситуація в Боснії і Герцеговині |
| 2316 [Архівовано 4 липня 2019 у Wayback Machine.]      | 9 листопад 2016  | 15-0-0                                                       | Ситуація в Сомалі |
| 2317 [Архівовано 3 липня 2019 у Wayback Machine.]      | 10 листопад 2016 | 10-0-5 (Утрималися: Ангола, Росія, Китай, Єгипет, Венесуела) | Ситуація в Сомалі |
| 2318 [Архівовано 27 січня 2019 у Wayback Machine.]     | 15 листопад 2016 | 15-0-0                                                       | Звіти Генерального секретаря про Судан і Південний Судан |
| 2319 [Архівовано 10 березня 2019 у Wayback Machine.]   | 17 листопад 2016 | 15-0-0                                                       | Ситуація на Середньому Сході (Сирія) |
| 2320 [Архівовано 30 січня 2019 у Wayback Machine.]     | 18 листопад 2016 | 15-0-0                                                       | Співпраця між Організацією Об'єднаних Націй та регіональними та субрегіональними організаціями по підтримці міжнародного миру та безпеки                                        |
| 2321 [Архівовано 11 березня 2019 у Wayback Machine.]   | 30 листопад 2016 | 15-0-0                                                       | Нерозповсюдження/Північна Корея |
| 2322 [Архівовано 27 січня 2019 у Wayback Machine.]     | 12 грудень 2016  | 15-0-0                                                       | Загрози міжнародному миру і безпеці, спричинені терористичними актами |
| 2323 [Архівовано 4 липня 2019 у Wayback Machine.]      | 13 грудень 2016  | 15-0-0                                                       | Ситуація в Лівії |
| 2324 [Архівовано 4 липня 2019 у Wayback Machine.]      | 14 грудень 2016  | 15-0-0                                                       | Вшанування Генерального секретаря |
| 2325 [Архівовано 30 січня 2019 у Wayback Machine.]     | 15 грудень 2016  | 15-0-0                                                       | Нерозповсюдження зброї масового знищення |
| 2326 [Архівовано 27 січня 2019 у Wayback Machine.]     | 15 грудень 2016  | 15-0-0                                                       | Звіти Генерального секретаря про Судан і Південний Судан |
| 2327 [Архівовано 27 січня 2019 у Wayback Machine.]     | 16 грудень 2016  | 15-0-0                                                       | Звіти Генерального секретаря про Судан і Південний Судан |
| 2328 [Архівовано 30 січня 2019 у Wayback Machine.]     | 19 грудень 2016  | 15-0-0                                                       | Ситуація на Середньому Сході (Сирія) |
| 2329 [Архівовано 4 липня 2019 у Wayback Machine.]      | 19 грудень 2016  | 15-0-0                                                       | Міжнародний трибунал для переслідування осіб, відповідальних за серйозні порушення міжнародного гуманітарного права, скоєного на території колишньої Югославії з 1991 року      |
| 2330 [Архівовано 8 березня 2019 у Wayback Machine.]    | 19 грудень 2016  | 15-0-0                                                       | Ситуація на Середньому Сході (Зона Сил ООН по нагляду за роз'єднанням) |
| 2331 [Архівовано 12 березня 2019 у Wayback Machine.]   | 20 грудень 2016  | 15-0-0                                                       | Підтримка міжнародного миру і безпеки |
| 2332 [Архівовано 30 січня 2019 у Wayback Machine.]     | 21 грудень 2016  | 15-0-0                                                       | Ситуація на Середньому Сході (Сирія) |
| 2333 [Архівовано 19 січня 2019 у Wayback Machine.]     | 23 грудень 2016  | 12-0-3 (Утрималися: Франція, Росія, Велика Британія)         | Місія ООН у Ліберії (Місія ООН у Ліберії) |
| 2334                                                   | 23 грудень 2016  | 14-0-1 (Утрималися: США)                                     | Ситуація на Середньому Сході (ізраїльські населені пункти) |
| 2335 [Архівовано 30 січня 2019 у Wayback Machine.]     | 30 грудень 2016  | 15-0-0                                                       | Ситуація щодо Іраку |
| 2336 [Архівовано 30 січня 2019 у Wayback Machine.]     | 31 грудень 2016  | 15-0-0                                                       | Ситуація на Середньому Сході (Сирія) |
| 2337                                                   | 19 січень 2017   | 15-0-0                                                       | Вирішення конституційної кризи, що відбулася після президентських виборів у Гамбії 2016 року                                                                                    |
| 2338 [Архівовано 4 липня 2019 у Wayback Machine.]      | 26 січень 2017   | 15-0-0                                                       | Ситуація у Кіпрі |
| 2339 [Архівовано 2 січня 2019 у Wayback Machine.]      | 27 січень 2017   | 15-0-0                                                       | Ситуація у Центральноафриканській Республіці |
| 2340 [Архівовано 8 березня 2019 у Wayback Machine.]    | 8 лютий 2017     | 15-0-0                                                       | Подовження мандату для експертної групи з моніторингу санкцій у Дарфурі, Судан                                                                                                  |
| 2341 [Архівовано 12 березня 2019 у Wayback Machine.]   | 13 лютий 2017    | 15-0-0                                                       | Закликання держав-членів звертатися щодо загроз щодо критичної інфраструктури                                                                                                   |
| 2342 [Архівовано 30 січня 2019 у Wayback Machine.]     | 23 лютий 2017    | 15-0-0                                                       | Поновлення санкцій на Ємен |
| 2343 [Архівовано 4 липня 2019 у Wayback Machine.]      | 23 лютий 2017    | 15-0-0                                                       | Ситуація у Гвінеї-Бісау |
| 2344 [Архівовано 27 січня 2019 у Wayback Machine.]     | 17 березень 2017 | 15-0-0                                                       | Ситуація в Афганістані |
| 2345 [Архівовано 11 березня 2019 у Wayback Machine.]   | 23 березень 2017 | 15-0-0                                                       | Нерозповсюдження/Північна Корея |
| 2346 [Архівовано 16 березня 2019 у Wayback Machine.]   | 23 березень 2017 | 15-0-0                                                       | Ситуація в Сомалі |
| 2347 [Архівовано 27 січня 2019 у Wayback Machine.]     | 24 березень 2017 | 15-0-0                                                       | Підтримка міжнародного миру і безпеки |
| 2348 [Архівовано 4 липня 2019 у Wayback Machine.]      | 31 березень 2017 | 15-0-0                                                       | Ситуація у Демократичній Республіці Конго |
| 2349 [Архівовано 30 січня 2019 у Wayback Machine.]     | 31 березень 2017 | 15-0-0                                                       | Мир та безпека в Африці |
| 2350 [Архівовано 11 березня 2019 у Wayback Machine.]   | 13 квітень 2017  | 15-0-0                                                       | Питання щодо Гаїті |
| 2351 [Архівовано 27 січня 2019 у Wayback Machine.]     | 28 квітень 2017  | 15-0-0                                                       | Ситуація у Західній Сахарі |
| 2352 [Архівовано 27 січня 2019 у Wayback Machine.]     | 15 травень 2017  | 15-0-0                                                       | Звіти Генерального секретаря про Судан і Південний Судан |
| 2353 [Архівовано 27 січня 2019 у Wayback Machine.]     | 24 травень 2017  | 15-0-0                                                       | Звіти Генерального секретаря про Судан і Південний Судан |
| 2354 [Архівовано 30 січня 2019 у Wayback Machine.]     | 24 травень 2017  | 15-0-0                                                       | Загрози міжнародному миру і безпеці, спричинені терористичними актами |
| 2355 [Архівовано 4 липня 2019 у Wayback Machine.]      | 26 травень 2017  | 15-0-0                                                       | Ситуація у Сомалі |
| 2356 [Архівовано 30 січня 2019 у Wayback Machine.]     | 2 червень 2017   | 15-0-0                                                       | Санкції проти Північної Кореї |
| 2357 [Архівовано 4 липня 2019 у Wayback Machine.]      | 12 червень 2017  | 15-0-0                                                       | Ситуація у Лівії |
| 2358 [Архівовано 25 грудня 2018 у Wayback Machine.]    | 14 червень 2017  | 15-0-0                                                       | Ситуація у Сомалі |
| 2359 [Архівовано 10 березня 2019 у Wayback Machine.]   | 21 червень 2017  | 15-0-0                                                       | Мир та безпека в Африці |
| 2360 [Архівовано 2 липня 2019 у Wayback Machine.]      | 21 червень 2017  | 15-0-0                                                       | Ситуація у Демократичній Республіці Конго |
| 2361 [Архівовано 4 липня 2019 у Wayback Machine.]      | 29 червень 2017  | 15-0-0                                                       | The situation in the Middle East (Зона Сил ООН по нагляду за роз'єднанням) |
| 2362 [Архівовано 11 березня 2019 у Wayback Machine.]   | 29 червень 2017  | 15-0-0                                                       | Ситуація у Лівії |
| 2363 [Архівовано 4 липня 2019 у Wayback Machine.]      | 29 червень 2017  | 15-0-0                                                       | Звіт Генерального секретаря про Судан та Південний Судан (UNAMID) |
| 2364 [Архівовано 11 березня 2019 у Wayback Machine.]   | 29 червень 2017  | 15-0-0                                                       | Ситуація у Малі (MINUSMA) |
| 2365 [Архівовано 10 березня 2019 у Wayback Machine.]   | 30 червень 2017  | 15-0-0                                                       | Підтримка міжнародного миру та безпеки: протимірна діяльність |
| 2366 [Архівовано 11 березня 2019 у Wayback Machine.]   | 10 липень 2017   | 15-0-0                                                       | Ідентичні листи від 19 січня 2016 року від Постійного представника Колумбії при Організації Об'єднаних Націй на ім'я Генерального секретаря та Голови Ради безпеки              |
| 2367 [Архівовано 4 липня 2019 у Wayback Machine.]      | 14 липень 2017   | 15-0-0                                                       | Ситуація щодо Іраку |
| 2368 [Архівовано 7 квітня 2019 у Wayback Machine.]     | 20 липень 2017   | 15-0-0                                                       | Загрози міжнародному миру і безпеці, спричинені терористичними актами |
| 2369 [Архівовано 4 липня 2019 у Wayback Machine.]      | 27 липень 2017   | 15-0-0                                                       | Ситуація у Кіпрі (UNFICYP) |
| 2370 [Архівовано 4 липня 2019 у Wayback Machine.]      | 2 серпень 2017   | 15-0-0                                                       | Загрози міжнародному миру і безпеці, спричинені терористичними актами - запобігання придбання зброї терористами                                                                 |
| 2371 [Архівовано 27 січня 2019 у Wayback Machine.]     | 5 серпень 2017   | 15-0-0                                                       | Санкції проти Північної Кореї |
| 2372 [Архівовано 4 липня 2019 у Wayback Machine.]      | 30 серпень 2017  | 15-0-0                                                       | Ситуація в Сомалі |
| 2373 [Архівовано 4 липня 2019 у Wayback Machine.]      | 30 серпень 2017  | 15-0-0                                                       | Ситуація на Середньому Сході |
| 2374 [Архівовано 30 січня 2019 у Wayback Machine.]     | 5 вересень 2017  | 15-0-0                                                       | Ситуація у Малі |
| 2375                                                   | 11 вересень 2017 | 15-0-0                                                       | Нерозголошення/Північна Корея |
| 2376 [Архівовано 4 липня 2019 у Wayback Machine.]      | 14 вересень 2017 | 15-0-0                                                       | Ситуація у Лівії |
| 2377 [Архівовано 4 липня 2019 у Wayback Machine.]      | 14 вересень 2017 | 15-0-0                                                       | Ідентичні листи від 19 січня 2016 року від Постійного представника Колумбії при Організації Об'єднаних Націй на ім'я Генерального секретаря та Голови Ради Безпеки. (S/2016/53) |
| 2378 [Архівовано 30 січня 2019 у Wayback Machine.]     | 20 вересень 2017 | 15-0-0                                                       | Миротворчі операції ООН |
| 2379 [Архівовано 30 січня 2019 у Wayback Machine.]     | 21 вересень 2017 | 15-0-0                                                       | Загрози міжнародному миру і безпеці (реалізація слідчої групи в Іраку) |
| 2380 [Архівовано 4 липня 2019 у Wayback Machine.]      | 5 жовтень 2017   | 15-0-0                                                       | Підтримання міжнародного миру і безпеки (Лівія) |
| 2381 [Архівовано 4 липня 2019 у Wayback Machine.]      | 5 жовтень 2017   | 15-0-0                                                       | Поновлення та продовження діяльності Місії ООН в Колумбії |
| 2382 [Архівовано 22 січня 2022 у Wayback Machine.]     | 6 листопад 2017  | 15-0-0                                                       | Миротворчі операції ООН |
| 2383 [Архівовано 8 березня 2022 у Wayback Machine.]    | 6 листопад 2017  | 15-0-0                                                       | Ситуація у Сомалі |
| 2384 [Архівовано 3 липня 2021 у Wayback Machine.]      | 7 листопад 2017  | 15-0-0                                                       | Ситуація у Боснії і Герцеговині |
| 2385 [Архівовано 10 лютого 2022 у Wayback Machine.]    | 14 листопад 2017 | 11-0-4 (Утрималися: Болівія, Китай, Єгипет, Росія)           | Ситуація в Сомалі |
| 2386 [Архівовано 28 січня 2022 у Wayback Machine.]     | 15 листопад 2017 | 15-0-0                                                       | Звіти Генерального секретаря про Судан і Південний Судан |
| 2387 [Архівовано 3 лютого 2022 у Wayback Machine.]     | 15 листопад 2017 | 15-0-0                                                       | Ситуація у Центральноафриканській Республіці |
| 2388 [Архівовано 15 лютого 2022 у Wayback Machine.]    | 21 листопад 2017 | 15-0-0                                                       | Підтримка міжнародного миру і безпеки |
| 2389 [Архівовано 28 січня 2022 у Wayback Machine.]     | 8 грудень 2017   | 15-0-0                                                       | The situation in the Великі Африканські озера Region. |
| 2390 [Архівовано 31 січня 2022 у Wayback Machine.]     | 8 грудень 2017   | 15-0-0                                                       | Ситуація в Іраку |
| 2391 [Архівовано 28 січня 2022 у Wayback Machine.]     | 8 грудень 2017   | 15-0-0                                                       | Мир та безпека в Африці |
| 2392 [Архівовано 29 січня 2022 у Wayback Machine.]     | 14 грудень 2017  | 15-0-0                                                       | Звіти Генерального секретаря про Судан і Південний Судан |
| 2393 [Архівовано 28 січня 2022 у Wayback Machine.]     | 19 грудень 2017  | 12-0-3 (Утрималися: Болівія, Китай, Росія)                   | Ситуація на Середньому Сході (Сирія) |
| 2394 [Архівовано 10 лютого 2022 у Wayback Machine.]    | 21 грудень 2017  | 15-0-0                                                       | Ситуація на Середньому Сході (Зона Сил ООН по нагляду за роз'єднанням) |
| 2395 [Архівовано 22 січня 2022 у Wayback Machine.]     | 21 грудень 2017  | 15-0-0                                                       | Загрози міжнародному миру і безпеці, спричинені терористичними актами |
| 2396 [Архівовано 12 березня 2022 у Wayback Machine.]   | 21 грудень 2017  | 15-0-0                                                       | Загрози міжнародному миру і безпеці, спричинені терористичними актами |
| 2397                                                   | 21 грудень 2017  | 15-0-0                                                       | Нерозголошення/Північна Корея |
| 2398 [Архівовано 30 листопада 2018 у Wayback Machine.] | 30 січень 2018   | 15-0-0                                                       | Ситуація у Кіпрі |
| 2399 [Архівовано 2 березня 2022 у Wayback Machine.]    | 30 січень 2018   | 15-0-0                                                       | Ситуація у Центральноафриканській Республіці |
| 2400 [Архівовано 28 січня 2022 у Wayback Machine.]     | 5 лютий 2018     | 15-0-0                                                       | Звіти Генерального секретаря про Судан і Південний Судан |